# ريتشارد لوك
ريتشارد لوك (بالإنجليزية: Richard Luke)‏ هو لاعب كرة قدم أسترالية أسترالي، ولد في 17 مايو 1948، وتوفي في 27 أغسطس 2014.

## وصلات خارجية
- ريتشارد لوك على موقع AustralianFootball.com (الإنجليزية)
- ريتشارد لوك على موقع AFLtables.com (الإنجليزية)